# Arrest De Groot/Io Vivat
Het arrest De Groot/Io Vivat, (HR 23 februari 2007, NJ 2008/492) ook wel bekend als ongeval zeilweekend, is een arrest van de Nederlandse Hoge Raad dat betrekking heeft op aansprakelijkheid uit onrechtmatige daad en relativiteit van het beschermd belang.

## Samenvatting
Tijdens een zeilweekend van een studentenvereniging is in de kajuit van een motorboot door lekkage uit een gasfles een ontploffing met een steekvlam ontstaan, waardoor De Groot ernstige brandwonden heeft opgelopen. De Groot stelt de vereniging aansprakelijk wegens gebrek aan toezicht. Maar De Groot zat zelf in de commissie Watersport, was medeorganisator van het weekend en had zelf in het toezicht gefaald. De Groot kan geen bescherming ontlenen aan de geschonden norm, nu hij zelf zich ook niet conform de norm heeft gedragen.

## Casus
De Groot is lid van commissie Watersport van de studentenvereniging Io Vivat Nostrorum Sanitas uit Leeuwarden. Deze commissie heeft in mei 1995 het jaarlijkse zeilweekend georganiseerd. Voor dit weekend zijn 17 zeilboten en 1 motorboot, de Aqua Rose gehuurd. Op de eerste dag waren er 20 à 25 personen aan boord van de motorboot (te veel). De opvarenden lieten expres de boot hevig heen en weer schommelen. Op een gegeven moment viel de motor uit. De Groot is de kajuit ingegaan, maar voordat hij het luik kon openen dat toegang gaf tot de motor, ontstond een explosie met een steekvlam. Er ontstond brand op de boot. De Groot liep ernstige brandwonden op waarvoor hij in het ziekenhuis is behandeld.
De oorzaak was een cumulatie van fouten waar het hof veronderstellenderwijs van uit gaat. Door leden van de vereniging waren twee extra gasflessen aan boord geplaatst zonder deze stevig te verankeren. Eén daarvan was met een gasslang aangesloten op een extra hotelbrander, met open vuur onder een pan, tijdens het varen! Door het schommelen van de boot is een gasfles gaan schuiven en is een gasslang losgeschoten. Door de gaslekkage is er een explosie ontstaan, waarbij De Groot door een steekvlam werd getroffen.
De Groot vordert een verklaring voor recht dat de vereniging aansprakelijk is voor de schade die hij heeft geleden en nog zal lijden ten gevolge van het ongeval. Hij verwijt de vereniging onvoldoende toezicht.

## Rechtsvraag
Maar juist de leden van de Watersportcommissie, inclusief De Groot, waren met dat toezicht belast. Kan De Groot de vereniging aansprakelijk stellen wegens falend toezicht terwijl hij zelf medeverantwoordelijk was voor dat falen? (Nee.)

## Procesgang
De vordering van De Groot is door de rechtbank afgewezen. Dit vonnis is in hoger beroep door het hof bekrachtigd na verandering van eis door De Groot.
Het cassatieberoep is verworpen.

### Hof
Het hof gaat uit van de eigen verantwoordelijkheid van de leden van een studentenvereniging bij een activiteit zoals een zeilweekend. Het hof laat in het midden hoeveel toezicht in casu wenselijk is. De Groot verwijt de vereniging een gebrek aan toezicht, terwijl hij zélf eveneens in dat toezicht heeft gefaald. Aansprakelijkheid uit onrechtmatige daad is dan niet aan de orde.
Het hof overwoog:

[8] Het hof stelt voorop dat in een geval als het onderhavige (...) geen al te hoge eisen mogen worden gesteld aan het toezicht en de aard daarvan op de activiteiten van de [studenten]vereniging.
Daarbij speelt mee dat de organisatie van de vereniging (...) en de commissie (...) berust bij de leden van de vereniging, zodat het de leden zelf zijn die verantwoordelijk zijn voor de organisatie van de activiteiten en het toezicht daarop.
Zulks brengt mee dat op de deelnemers aan de activiteiten van de vereniging een grote mate van eigen verantwoordelijkheid rust. (...)

Voor zover geoordeeld zou moeten worden dat Io Vivat wel (enig) toezicht had dienen te houden, heeft zij dit toezicht gelegd bij de namens haar optredende watersportcommissie (...), waarvan De Groot zelf een van de organisatoren was, en welke commissie de verantwoordelijkheid klaarblijkelijk heeft aanvaard. (...)

[9] Onder de hiervoor genoemde omstandigheden kan De Groot Io Vivat niet een gebrek aan toezicht verwijten, daar hij immers als deelnemer aan het zeilweekend en varend op een motorboot als commissielid (...) zelf niet heeft gedaan wat hij Io Vivat verwijt te hebben nagelaten: het houden van toezicht tijdens de vaartocht. (...)

### Hoge Raad
De Hoge Raad bevestigt de redenering van het hof. De Hoge Raad overwoog:

[3.6.2] dat het hof [in r.o. 9] van oordeel is dat (...) de aldus geschonden norm niet strekt tot bescherming van De Groot nu deze zich als (mede) organisator van het zeilweekeinde zelf ook niet naar die norm gedragen heeft.
Dit oordeel geeft niet blijk van een onjuiste rechtsopvatting.

## Conclusie
Het arrest is een goed voorbeeld van het relativiteitsvereiste: tot wiens belang strekt de geschonden norm?
Aangezien De Groot als lid van de commissie Watersport zelf heeft gefaald in het toezicht,
kan hij de vereniging niet op grond van hetzelfde verwijt aansprakelijk stellen.